# Arshile Gorky
Pour les articles homonymes, voir Gorky.
Arshile Gorky (en arménien Արշիլ Գորկի), né Vosdanik Manoug Adoian (Վոստանիկ Մանուկ Ադոյան), le 14 avril 1904 à Hayotz Dzor (vilayet de Van, Empire ottoman) et mort le 21 juillet 1948, à Sherman, Connecticut (États-Unis), est un peintre arménien naturalisé américain.
Il est reconnu par la critique internationale à la fin de la Seconde Guerre mondiale, comme un pionnier de l'expressionnisme abstrait et de l'abstraction lyrique. 

## Biographie
Né sur les bords du lac de Van, au village de Khorkom, dans l'Empire ottoman, Vosdanik Manoug Adoian a deux ans quand son père quitte le foyer pour les États-Unis. Il échappe au génocide arménien de 1915 et se réfugie avec sa mère et sa sœur à Erevan, en Arménie russe. Sa mère périt durant la famine de l'hiver 1918-1919.
Il émigre aux États-Unis en 1920, chez son père à Boston, et mène une vie de bohème. D'abord installé à Providence (Rhode Island), il s’inscrit à la Rhode Island School of Design. Il part à New York en 1925 et se forme à la Grand Central School of Art (en), puis y est enseignant. Ses premières toiles sont influencées par Cézanne et Picasso. Plus tard il s'inspire de l'automatisme surréaliste.

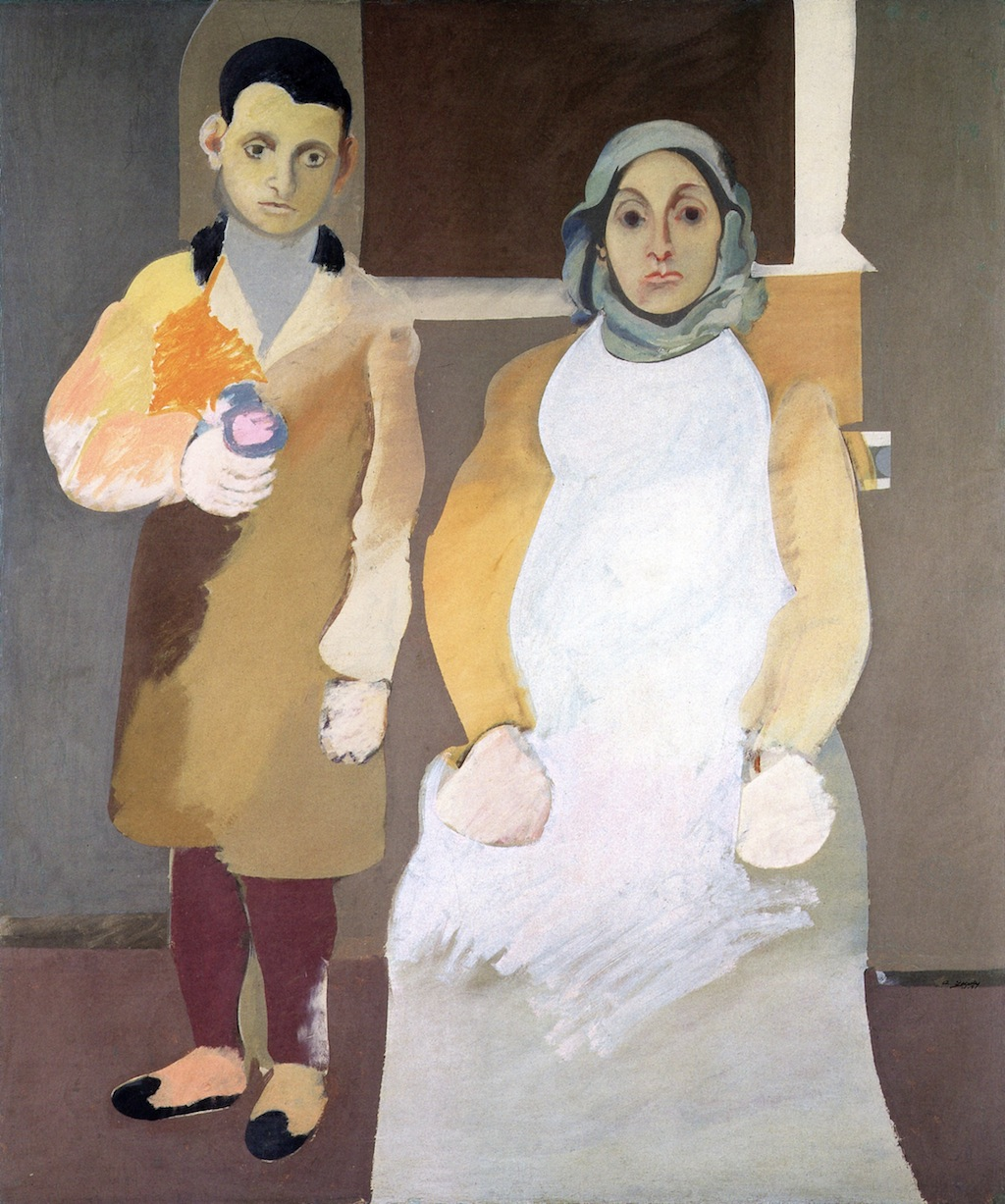
Arshile Gorky, L'Artiste et sa mère, 1926-1936

À partir du milieu des années 1930, sa peinture acquiert une certaine reconnaissance. Au temps du New Deal, il reçoit notamment la commande d'une décoration murale pour l'aéroport de Newark. En janvier 1944, en exil à New York, André Breton découvre ses tableaux. Ils se rencontrent en décembre de la même année.
En 1947, pour tenter d'enrayer un cancer diagnostiqué tardivement, il doit subir une opération chirurgicale aux conséquences traumatisantes. « Cette opération [intervient] après une série de catastrophes : la disparition d'une grande partie de son œuvre dans l'incendie de son atelier, un grave accident de voiture et le départ de sa femme ». Arshile Gorky ne parvient pas à s'en remettre et se suicide par pendaison à l'âge de 44 ans.

## Œuvre
La production de Gorky peut se décomposer en deux périodes : figurative et abstraite. Le glissement progressif vers cette seconde s'opère avant la Seconde Guerre mondiale, époque durant laquelle a lieu une rupture stylistique radicale. 

### Huiles sur toile
- Jardins à Sotchi, série, 1942[5]
- The Pirate I, 1948
- Waterfall, 1943
- How my mother's embroidered apron unfolds in my life (Comment le tablier brodé de ma mère se déploie sur ma vie), 1944, 101,6 × 114,3 cm, Art Museum, Seattle[6]
- Les Compagnons d'enfance, 1944
- The Liver is the Cock's comb (Le Foie est la tête du coq), 1944[7]
- One Year the Milkweed (Une année le laiteron), 1944, National Gallery of Art, Washington
- Étreinte, 1945[8]
- Landscape table, 1945, Musée national d'art moderne, Paris[9]
- Charred beloved, 1946
- From a High Plan II, 1946, 43,2 × 61 cm[9]
- Agonie, 1947[10]
- Fiançailles II, 1947[11]

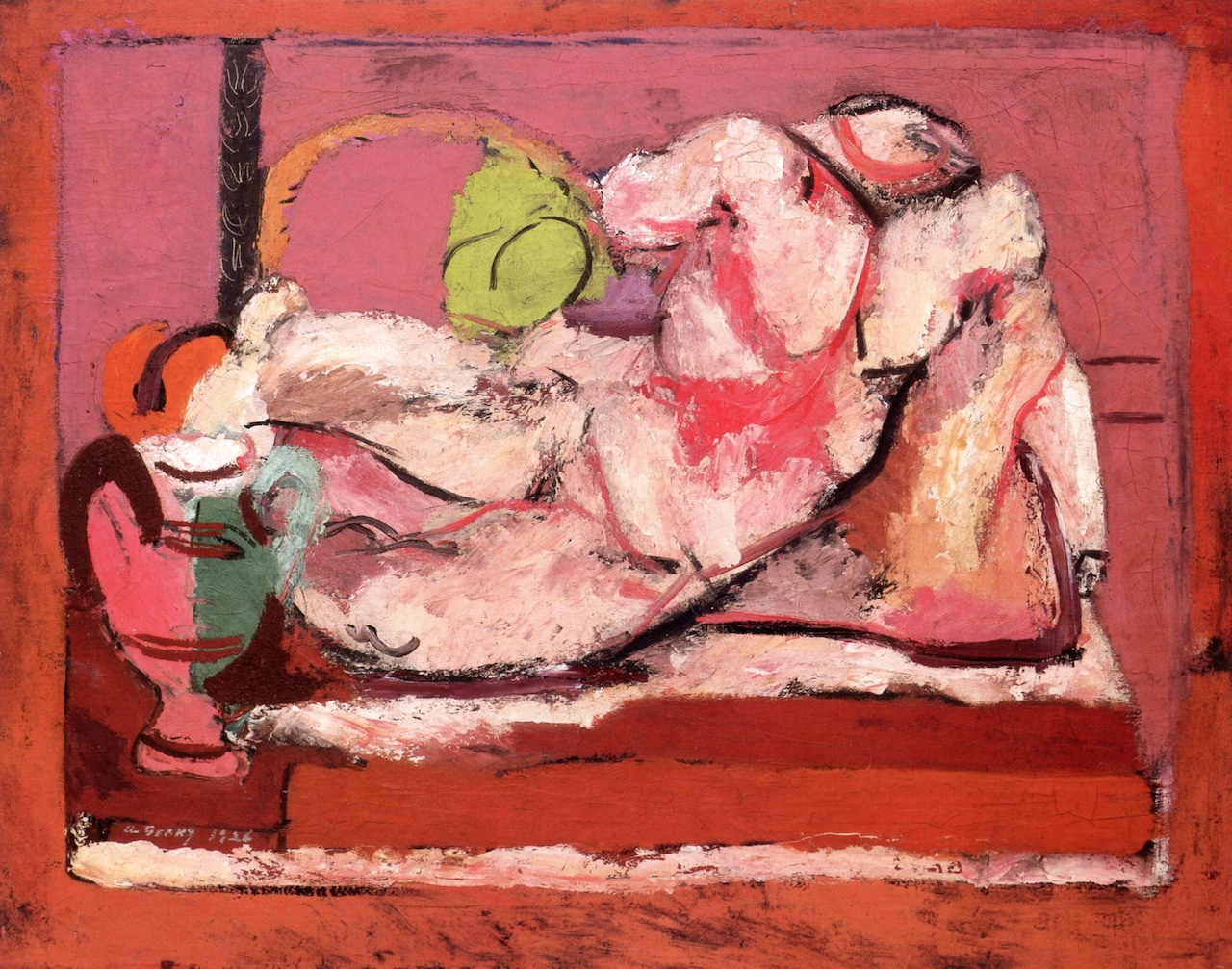
The Antique Cast (1926)
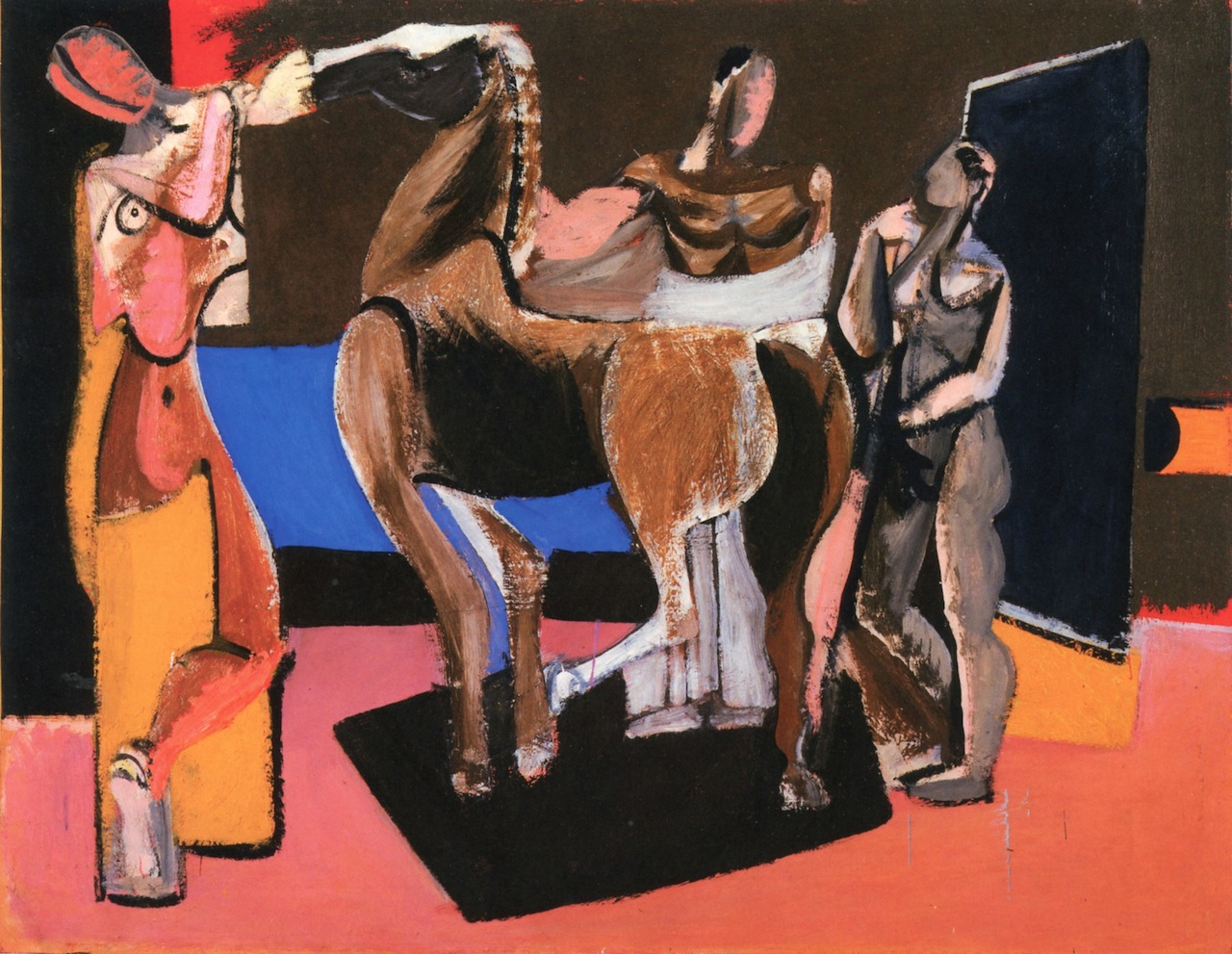
Composition. Horse and Figures (1934)
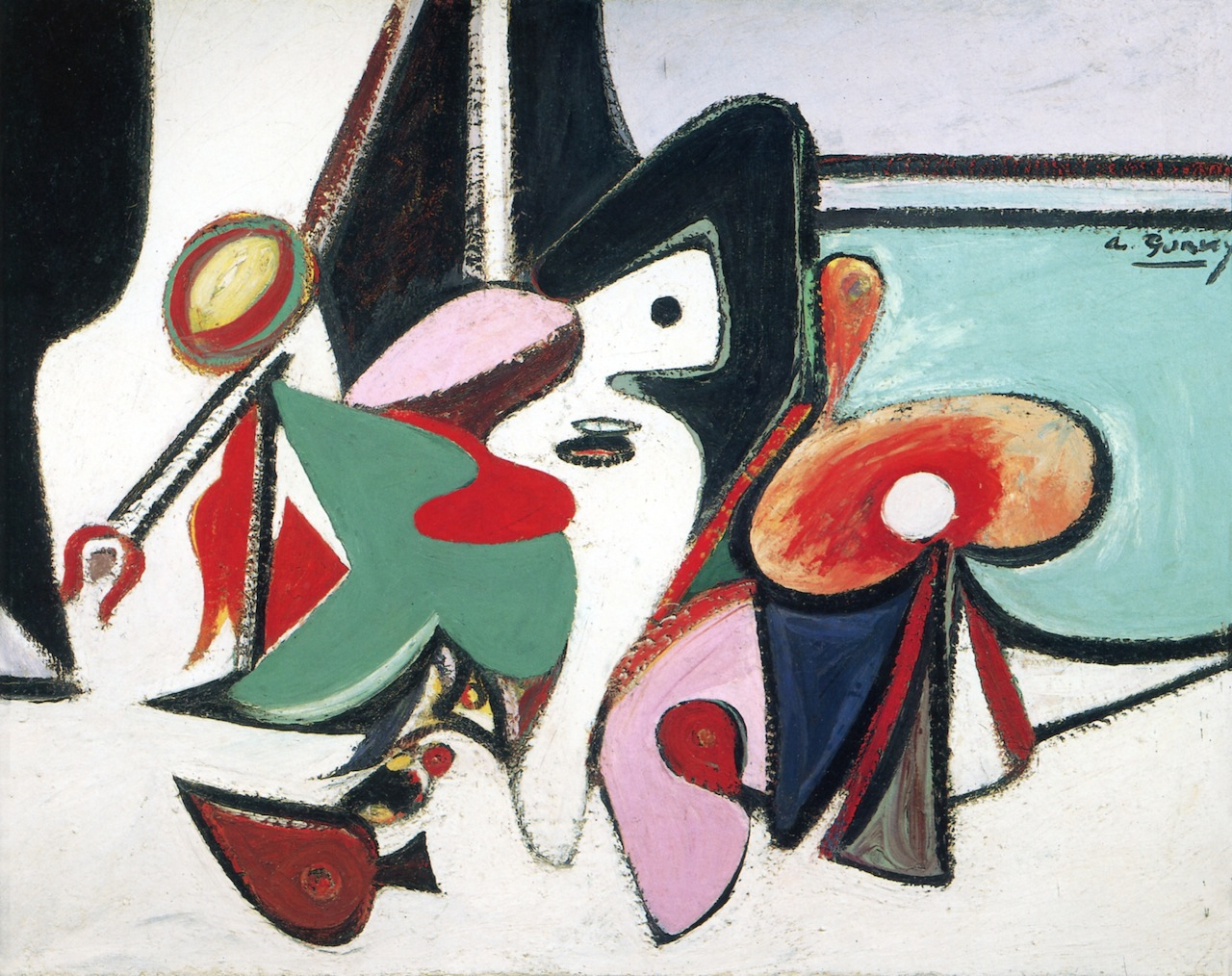
Painting (1936-1937)
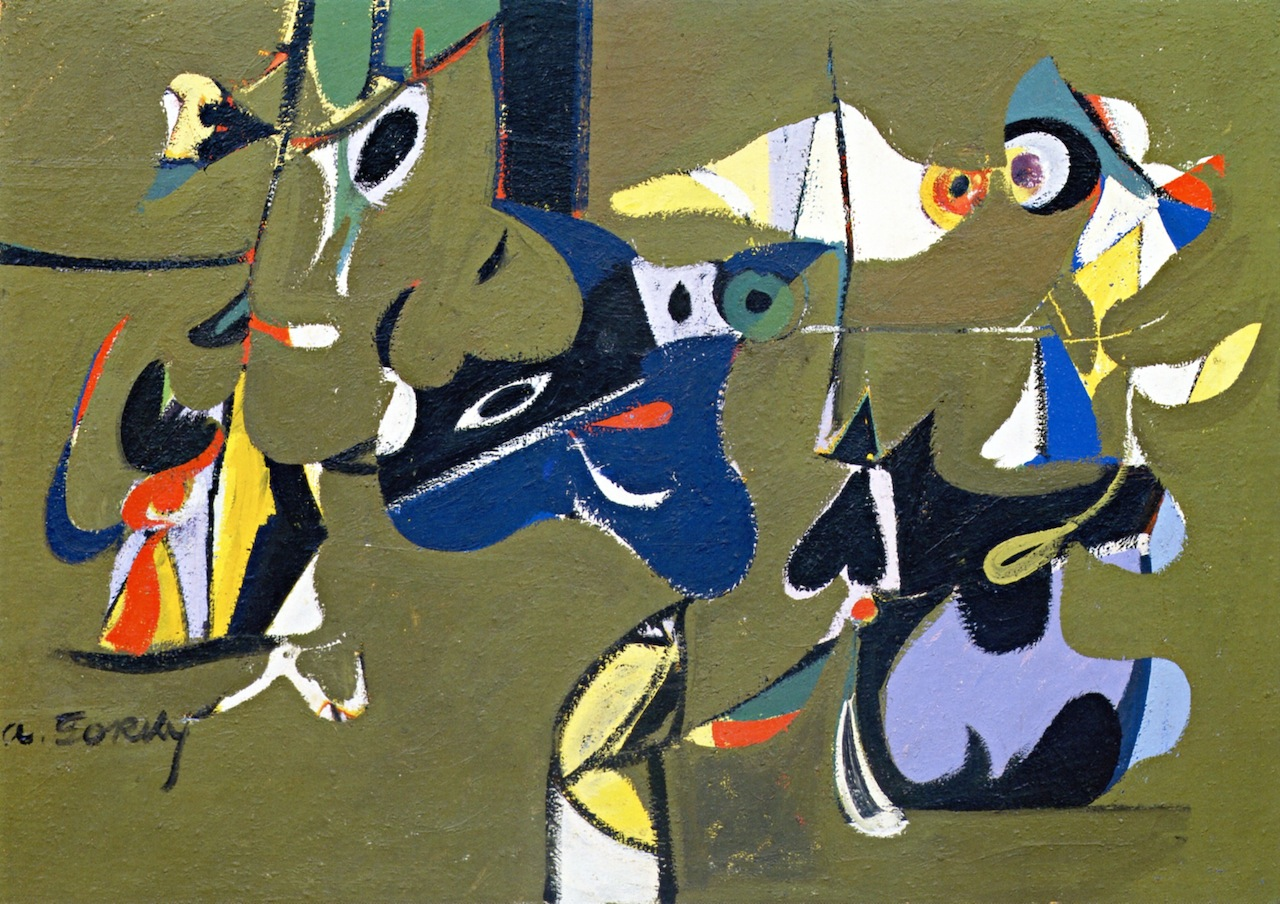
Jardin à Sotchi III (1941)
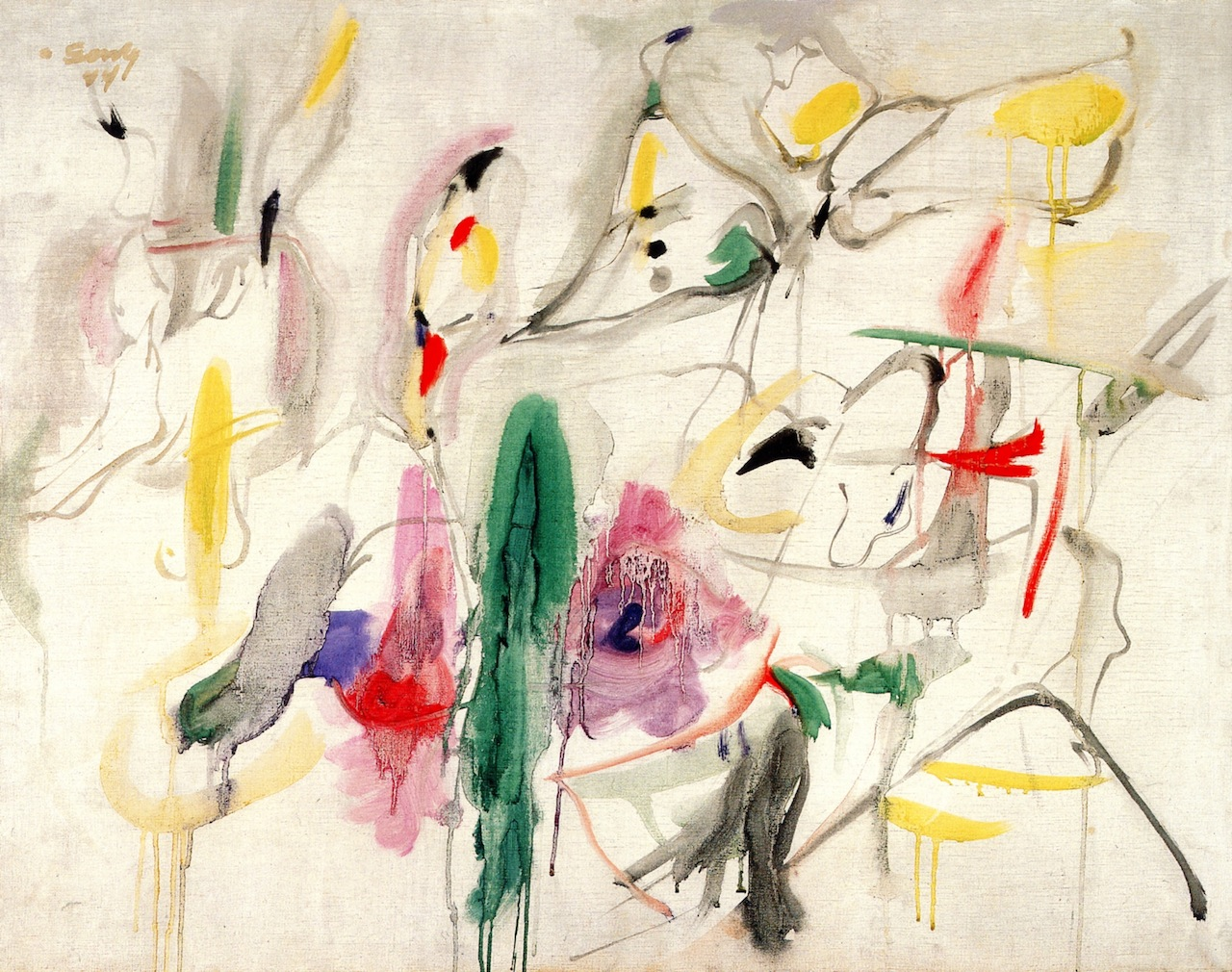
Love of the New Gun (1944)